# Patapoufs et Filifers
Patapoufs et Filifers est un livre pour enfants écrit en 1930 par André Maurois et illustré par Jean Bruller, qui deviendra plus tard l'écrivain Vercors. 
Il s'agit de la terre souterraine imaginaire des Patapoufs gras et sympathiques et des Filifers minces et irritables, qui est visitée par les frères Double, le dodu Edmond et le mince Thierry. Patapoufs et Filifers ne se mélangent pas, et leurs pays respectifs sont au bord de la guerre lorsque Edmond et Thierry font leur visite.

## Résumé
Edmond et Thierry trouvent l'entrée par la Roche Jumelle, où un long escalator descend dans les entrailles de la terre. La région souterraine est illuminée par de gros ballons remplis d'un gaz bleu et éblouissant, qui flottent dans le ciel souterrain.
Au bas de l'escalator, un quai étroit borde un grand golfe. Edmond et Thierry y sont séparés. Edmond est emmené à Patabourg, la capitale du royaume Patapouf, par le port de Pataport, tandis que Thierry reçoit l'ordre de monter à bord d'un navire en acier partant du port de Filiport pour Filigrad, capitale de la République Filifer.
Edmond occupe bientôt une position importante dans l'administration du pays des Patapoufs, dont les habitants sont sympathiques, heureux et qui ne vivent que pour boire et manger. Tout y est rond et coussiné ; l'architecture est à coupoles et baroque. Thierry monte également rapidement dans les rangs au pays des Filifers, tous bourreaux de travail, qui mangent à peine, et qui se précipitent en tous sens dans leur pays, qui est tout fait de hauts bâtiments, de flèches pointues et de wagons minces.
Pendant des siècles, Patapoufs et Filifers ont été des ennemis mortels. Au moment où se passe le livre, la guerre la plus récente est appelée « guerre des enfermés ». Leur principale source de tension réside dans la possession d'une île dans le golfe qui sépare les pays, et comment l'appeler - les Patapoufs préfèrent « Patafer », les Filifers « Filipoufs ». Les négociations, auxquelles Edmond et Thierry participent, échouent à cause de l'idiotie des deux peuples qui ne veulent pas céder et les pays entrent à nouveau en guerre. Les Filifers sortent vainqueurs et annexent le royaume Patapouf.
Les conséquences de cette annexion sont inattendues. De nombreux soldats de l'armée d'occupation des Filifers commencent à épouser des filles Patapouves et retournent dans leur pays d'origine avec de l'affection pour le pays qu'ils ont conquis. Les Filifers commencent à adopter la cuisine, les habitudes et les attitudes Patapouves. En conséquence, le président des Filifers, M. Rugifer, proclame que les deux peuples forment une nouvelle nation, les « États-Unis du sous-sol ». Le roi Obésapouf des Patapoufs est fait souverain constitutionnel, tandis que le président Rugifer des Filifers est nommé chancelier. Toutes les distinctions de poids sont supprimées. Un compromis toponymique est atteint : l'île de Filipouf-Patafer s'appelle désormais « l'Île rose ».
Edmond et Thierry sont autorisés à rentrer chez eux, où leur père les cherchait au pied de la Roche Jumelle. Ils ont passé dix mois sous terre, mais seulement une heure s'est écoulée à la surface.